# Juan Carlos Latorre
Juan Carlos Latorre Carmona (Oficina salitrera Pedro de Valdivia, 29 de marzo de 1949) es un ingeniero civil  y político chileno, miembro del Partido Demócrata Cristiano (PDC), del cual fue su presidente entre 2008 y 2010.
Desde 2015 es presidente de la Organización Demócrata Cristiana de América (ODCA). Se desempeñó como diputado de la República en representación del distrito n° 35 durante cuatro periodos no consecutivos; entre 1990-1998 y 2006-2014. Además ejerció como subsecretario de Obras Públicas durante los gobiernos de Eduardo Frei Ruiz-Tagle y Ricardo Lagos.

## Biografía

### Familia y estudios
Es hijo de Carlos Arturo Latorre Offermanns y de Teresita del Niño Jesús Carmona Villalobos, nació en la oficina salitrera Pedro de Valdivia, actualmente en la Región de Antofagasta.
Desde 1989 hasta 2011 estuvo casado con la exministra y senadora Ximena Rincón, con quien tiene tres hijos: Valentina, Juan Carlos y Juan Pablo (gerente de finanzas). Tiene otros tres hijos; Rodrigo, Carlos y Paulina.

### Estudios y vida laboral
Realizó sus estudios secundarios en el Liceo Alemán de Santiago, de donde egresó en 1965. Continuó los estudios superiores en la Facultad de Ciencias Físicas y Matemáticas de la Universidad de Chile, donde se tituló de ingeniero civil. Complementó sus estudios con un magíster en planificación y desarrollo regional en la Universidad de Karlsruhe de Alemania.
En el ámbito profesional, entre 1983 y 1987, ejerció la presidencia del Consejo Metropolitano del Colegio de Ingenieros de Chile. Fue además miembro honorario del «Consejo Nacional de la Asamblea de la Civilidad»; director del Instituto Profesional de Santiago; y secretario ejecutivo de la Fundación para el Desarrollo y la Cultura Popular (DECUP).
En 1987, durante la visita del Papa Juan Pablo II a Chile, fue designado jefe de la Guardia Papal por la Iglesia Católica. Al año siguiente, fue uno de los organizadores de la «Cruzada por la Participación Ciudadana».
A partir de 1997, es académico de la Universidad de Chile; gerente de proyectos y consultor de la Comisión Económica para América Latina (CEPAL) y del Programa de las Naciones Unidas para el Desarrollo (PNUD).
Por sus conocimientos en el ámbito de las políticas públicas, asumió la presidencia de la Corporación ITS Chile -Sistemas Inteligentes de Transporte-, desde allí ha incentivado la alianza público-privada para el desarrollo y aplicación de tecnologías avanzadas de información, comunicación y control para mejorar la movilidad de personas, medios y mercancías en las infraestructuras varias existentes.[cita requerida]
El 28 de abril de 2014 asumió como presidente de Econssa (Empresa Concesionaria de Servicios Sanitarios S.A.), entidad privada encargada de administrar las concesiones de servicios de saneamiento de agua en Chile. En la actualidad se desempeña como consultor independiente en temas de su especialidad.

## Carrera política
Militante del Partido Demócrata Cristiano (PDC) desde los dieciséis años, en su época universitaria asumió responsabilidades políticas, como presidente del «Centro de Alumnos de Ingeniería Civil» de su casa de estudios. Posteriormente, fue dirigente de la Federación de Estudiantes (FECh), presidente de la Democracia Cristiana Universitaria (DCU), y vicepresidente de la juventud de la misma colectividad (JDC). Al año siguiente y hasta 1990, fue elegido presidente del «Frente de Profesionales y Técnicos» y consejero nacional de su partido.
En las elecciones parlamentarias de 1989 fue elegido diputado por el distrito N° 35, correspondiente a las comunas de: Chépica, La Estrella, Litueche, Lolol, Marchigüe, Palmilla, Peralillo, Placilla, Pumanque, Nancagua, Navidad, Pichilemu, Paredones y Santa Cruz (región de O'Higgins, por el período legislativo 1990-1994. Integró las comisiones permanentes de Minería y Energía; Régimen Interno, Administración y Reglamento; y Obras Públicas, Transportes y Telecomunicaciones. Junto con las comisiones especiales de Régimen de Aguas; y de la Corporación de Fomento de la Producción (Corfo).
En diciembre de 1993, fue reelecto diputado por el mismo distrito N° 35, para el período legislativo 1994-1998. Continuó en la Comisión Permanente de Minería y Energía, y fue diputado reemplazante en las comisiones permanentes de Economía, Fomento y Desarrollo, y de Ciencia y Tecnología. Fue elegido como primer vicepresidente de la Cámara, ejerciendo entre el 11 de marzo de 1994 y el 12 de julio de 1995.
En 1998 el presidente Eduardo Frei Ruiz-Tagle lo nombró subsecretario de Obras Públicas; cargo en el que fue ratificado por el presidente Ricardo Lagos el 11 de marzo de 2000. Destacó en su rol de subsecretario y ministro (subrogante) por su trabajo permanente en terreno y por el rol que le cupo en las operaciones de emergencia a raíz de los temporales y catástrofes que afectaron a gran parte del país, así como por cumplir dicho cargo durante el periodo de mayor inversión en infraestructura realizado en Chile, junto con la introducción exitosa del Sistema de Concesiones de Obras Públicas.[cita requerida]
Regresó a la Cámara de Diputados en 2006, luego de resultar elegido en las elecciones parlamentarias de ese año nuevamente como diputado por el mismo distrito para el período 2006-2010. Durante su gestión, integró las comisiones permanentes de Vivienda y Desarrollo Urbano; y Obras Públicas, Transportes y Telecomunicaciones, que presidió. Fue miembro de la Comisión Especial de Deportes. Participó en las comisiones investigadoras sobre Avisaje del Estado; sobre Platas Públicas entregadas a la Corporación de Desarrollo de Arica y Parinacota (CORDAP); y sobre Codelco-Chile. En una misión económica y comercial viajó a China y formó parte de los grupos interparlamentarios chileno-alemán, chileno-chino, chileno-holandés, y chileno-turco.
Paralelamente a su trabajo parlamentario, en diciembre de 2008 fue elegido como presidente del Partido Demócrata Cristiano, ejerciendo hasta septiembre de 2010. En agosto de ese mismo año fue elegido como vicepresidente de la Organización Demócrata Cristiana de América (ODCA).
En diciembre de 2009, mantuvo su cupo en la Cámara por el mismo distrito, por el período legislativo 2010-2014. Fue integrante de las comisiones permanentes de Obras Públicas, Transportes y Telecomunicaciones; y de Vivienda y Desarrollo Urbano. Así mismo fue presidente del grupo interparlamentario chileno-alemán. Formó de igual manera parte del Comité parlamentario del PDC.
En las elecciones parlamentarias de noviembre de 2013, se presentó como candidato a senador por la Circunscripción Nº 9, Región de O'Higgins, sin resultar electo.
Desde 2015 preside la ODCA, cargo al que fue reelegido en 2019 para el periodo 2019-2022, en el 22º Congreso de la organización realizado en Costa Rica. En 1922 entregó el cargo a la política mexicana a mexicana Mariana Gómez del Campo.

## Historial electoral

### Elecciones parlamentarias de 1989
- Elecciones parlamentarias de 1989 a Diputado por el distrito 35 (Chépica, La Estrella, Litueche, Lolol, Marchigüe, Nancagua, Navidad, Palmilla, Paredones, Peralillo, Pichilemu, Placilla, Pumanque y Santa Cruz)[9]

### Elecciones parlamentarias de 1993
- Elecciones parlamentarias de 1993 a Diputado por el distrito 35 (Chépica, La Estrella, Litueche, Lolol, Marchigüe, Nancagua, Navidad, Palmilla, Paredones, Peralillo, Pichilemu, Placilla, Pumanque y Santa Cruz)[10]

### Elecciones parlamentarias de 1997
- Elecciones parlamentarias de 1997 a Diputado por el distrito 23 (Las Condes, Vitacura y Lo Barnechea)[11]

### Elecciones parlamentarias de 2005
- Elecciones parlamentarias de 2005 a Diputado por el distrito 35 (Chépica, La Estrella, Litueche, Lolol, Marchigüe, Nancagua, Navidad, Palmilla, Paredones, Peralillo, Pichilemu, Placilla, Pumanque y Santa Cruz)[12]

### Elecciones parlamentarias de 2009
- Elecciones parlamentarias de 2009 a Diputado por el distrito 35 (Chépica, La Estrella, Litueche, Lolol, Marchigüe, Nancagua, Navidad, Palmilla, Paredones, Peralillo, Pichilemu, Placilla, Pumanque y Santa Cruz)[13]

### Elecciones parlamentarias de 2013
- Elecciones parlamentarias de 2013 a Senador por la Circunscripción 9 (Región de O´Higgins)[14]

### Elecciones parlamentarias de 2017
- Elecciones parlamentarias de 2017 a Diputados por el distrito 16 (Chimbarongo, Las Cabras, Peumo, Pichidegua, San Fernando, San Vicente, Chépica, La Estrella, Litueche, Lolol, Marchigüe, Nancagua, Navidad, Palmilla, Paredones, Peralillo, Pichilemu, Placilla, Pumanque y Santa Cruz)[15]